# Léon Marchand
Léon Marchand (født 2002) er en fransk svømmer.
I 2021 repræsenterede han Frankrig ved de udskudte sommer-OL 2020 i Tokyo, Japan, hvor han kom på 10. pladsen i de indledende heats for 4×100 meter medley stafetholdet og dermed ikke kvalificerede sig til finalen.
Han repræsenterede sit land ved sommer-OL 2024 i Paris, hvor han vandt fire guldmedaljer på distancerne: 200 m brystsvømning , 200 m butterfly , 200 m individuel medley, 400 m individuel medley og også en bronzemedalje i 4×100 m medleystafet. Han deltog også i 4×100 m medleystafet, hvor holdet kom på 4. pladsen i finalen.